# 1985-ös fedett pályás atlétikai játékok
Az 1985-ös fedett pályás atlétikai játékokat Párizsban, Franciaországban rendezték január 18-án és január 19-én. Ennek a versenynek az utóda a fedett pályás atlétikai világbajnokság. A játékokon 24 versenyszámot rendeztek.

## A magyar sportolók eredményei
Magyarország a versenyen négy sportolóval képviseltette magát és két érmet szerzett.
Érmesek
| Érem  | Versenyző     | Versenyszám   | Dátum      |
| ----- | ------------- | ------------- | ---------- |
| Arany | Siska Xénia   | 60 m gátfutás | január 18. |
| Ezüst | Palóczi Gyula | Távolugrás    | január 19. |

## Éremtáblázat
(A táblázatban Magyarország és a rendező nemzet eltérő háttérszínnel kiemelve.)
| Helyezés | Nemzet           | Arany | Ezüst | Bronz | Összesen |
| 1.       | NDK              | 4     | 2     | 0     | 6        |
| 2.       | Szovjetunió      | 3     | 1     | 4     | 8        |
| 3.       | Franciaország    | 2     | 3     | 2     | 7        |
| 4.       | Kanada           | 2     | 0     | 4     | 6        |
| 5.       | Csehszlovákia    | 2     | 0     | 1     | 3        |
| 6.       | Bulgária         | 2     | 0     | 0     | 2        |
| 7.       | Spanyolország    | 1     | 3     | 0     | 4        |
| 8.       | Egyesült Államok | 1     | 2     | 2     | 5        |
| 9.       | Olaszország      | 1     | 2     | 1     | 4        |
| 10.      | Románia          | 1     | 1     | 1     | 3        |
| 11.      | Magyarország     | 1     | 1     | 0     | 2        |
| 11.      | Svédország       | 1     | 1     | 0     | 2        |
| 13.      | Ausztrália       | 1     | 0     | 1     | 2        |
| 14.      | Hollandia        | 1     | 0     | 0     | 1        |
| 14.      | Portugália       | 1     | 0     | 0     | 1        |
| 16.      | Nagy-Britannia   | 0     | 4     | 2     | 6        |
| 17.      | Kuba             | 0     | 2     | 2     | 4        |
| 18.      | Belgium          | 0     | 1     | 1     | 2        |
| 19.      | Kína             | 0     | 1     | 0     | 1        |
| 20.      | Algéria          | 0     | 0     | 1     | 1        |
| 20.      | Brazília         | 0     | 0     | 1     | 1        |
| 20.      | Kenya            | 0     | 0     | 1     | 1        |
| 20.      | Új-Zéland        | 0     | 0     | 1     | 1        |
| 20.      | Lengyelország    | 0     | 0     | 1     | 1        |
| Összesen | Összesen         | 24    | 24    | 26    | 74       |

## Érmesek

### Férfi
| Versenyszám    | Arany                               | Arany    | Ezüst                              | Ezüst    | Bronz                              | Bronz     |
| -------------- | ----------------------------------- | -------- | ---------------------------------- | -------- | ---------------------------------- | --------- |
| 60 m           | Ben Johnson · Kanada                | 6,62     | Sam Graddy · Egyesült Államok      | 6,63     | Ronald Desruelles · Belgium        | 6,68      |
| 200 m          | Alekszandr Jevgenyjev · Szovjetunió | 20,95    | Ade Mafe · Nagy-Britannia          | 20,96    | João da Silva · Brazília           | 21,19     |
| 400 m          | Thomas Schönlebe · NDK              | 45,60    | Todd Bennett · Nagy-Britannia      | 45,97    | Mark Rowe · Egyesült Államok       | 46,31     |
| 800 m          | Colomán Trabado · Spanyolország     | 1:47,42  | Benjamín González · Spanyolország  | 1:47,94  | Ikem Billy · Nagy-Britannia        | 1:48,28   |
| 1500 m         | Michael Hillardt · Ausztrália       | 3:40,27  | José Luis González · Spanyolország | 3:41,36  | Joseph Chesire · Kenya             | 3:41,38   |
| 3000 m         | João Campos · Portugália            | 7:57,63  | Don Clary · Egyesült Államok       | 7:57,78  | Ivan Uvizl · Csehszlovákia         | 7:57,92   |
| 60 m gát       | Stéphane Caristan · Franciaország   | 7,67     | Javier Moracho · Spanyolország     | 7,69     | Jon Ridgeon · Nagy-Britannia       | 7,70      |
| Magasugrás     | Patrik Sjöberg · Svédország         | 232 cm   | Javier Sotomayor · Kuba            | 230 cm   | Othmane Belfaa · Algéria           | 227 cm NR |
| Rúdugrás       | Szergej Bubka · Szovjetunió         | 575 cm   | Thierry Vigneron · Franciaország   | 570 cm   | Vaszilij Bubka · Szovjetunió       | 560 cm    |
| Távolugrás     | Jan Leitner · Csehszlovákia         | 796 cm   | Pálóczi Gyula · Magyarország       | 794 cm   | Giovanni Evangelisti · Olaszország | 788 cm    |
| Hármasugrás    | Hriszto Markov · Bulgária           | 17,22 m  | Lázaro Betancourt · Kuba           | 17,15 m  | Lázaro Balcindes · Kuba            | 16,83 m   |
| Súlylökés      | Remigius Machura · Csehszlovákia    | 21,22 m  | Udo Beyer · NDK                    | 21,10 m  | Jānis Bojārs · Szovjetunió         | 19,94 m   |
| 5 km gyaloglás | Gérard Lelièvre · Franciaország     | 19:06,20 | Maurizio Damilano · Olaszország    | 19:11,41 | Dave Smith · Ausztrália            | 19:16,04  |

### Női
| Versenyszám    | Arany                            | Arany    | Ezüst                                  | Ezüst    | Bronz                                                                          | Bronz    |
| -------------- | -------------------------------- | -------- | -------------------------------------- | -------- | ------------------------------------------------------------------------------ | -------- |
| 60 m           | Silke Gladisch · NDK             | 7,20     | Heather Oakes · Nagy-Britannia         | 7,21     | Christelle Bulteau · Franciaország                                             | 7,34     |
| 200 m          | Marita Koch · NDK                | 23,09    | Marie-Christine Cazier · Franciaország | 23,33    | Kim Robertson · Új-Zéland                                                      | 23,69NR  |
| 400 m          | Diane Dixon · Egyesült Államok   | 53,35    | Regine Berg · Belgium                  | 53,81    | Charmaine Crooks · Kanada                                                      | 54,08    |
| 800 m          | Cristieana Cojocaru · Románia    | 2:04,22  | Jane Finch · Nagy-Britannia            | 2:04,71  | Maria Simeanu · Románia                                                        | 2:05,51  |
| 1500 m         | Elly van Hulst · Hollandia       | 4:11,41  | Fiţa Lovin · Románia                   | 4:11,42  | Brit McRoberts · Kanada                                                        | 4:11,83  |
| 3000 m         | Debbie Scott · Kanada            | 9:04,99  | Agnese Possamai · Olaszország          | 9:09,66  | PattiSue Plumer · Egyesült Államok                                             | 9:12,12  |
| 60 m gát       | Siska Xénia · Magyarország       | 8,03     | Laurence Elloy · Franciaország         | 8,08     | Anne Piquereau · Franciaország                                                 | 8,10     |
| Magasugrás     | Sztefka Kosztadinova · Bulgária  | 197 cm   | Susanne Lorentzon · Svédország         | 194 cm   | Debbie Brill · Kanada · Danuta Bułkowska · Lengyelország · Silvia Costa · Kuba | 190 cm   |
| Távolugrás     | Helga Radtke · NDK               | 688 cm   | Tatyjana Rogyionova · Szovjetunió      | 672 cm   | Nijolė Medvedeva · Szovjetunió                                                 | 644 cm   |
| Súlylökés      | Natalya Lisovskaya · Szovjetunió | 20,07 m  | Ines Müller · NDK                      | 19,68 m  | Nunu Abasidze · Szovjetunió                                                    | 18,82 m  |
| 3 km gyaloglás | Giuliana Salce · Olaszország     | 12:53,42 | Yan Hong · Kína                        | 13:06,66 | Ann Peel · Kanada                                                              | 13:06,97 |